# Friedrich Adolf Willers
Friedrich Adolf Willers (Bremervörde, 29 de janeiro de 1883 — Dresden, 5 de janeiro de 1959) foi um matemático aplicado alemão.

## Vida

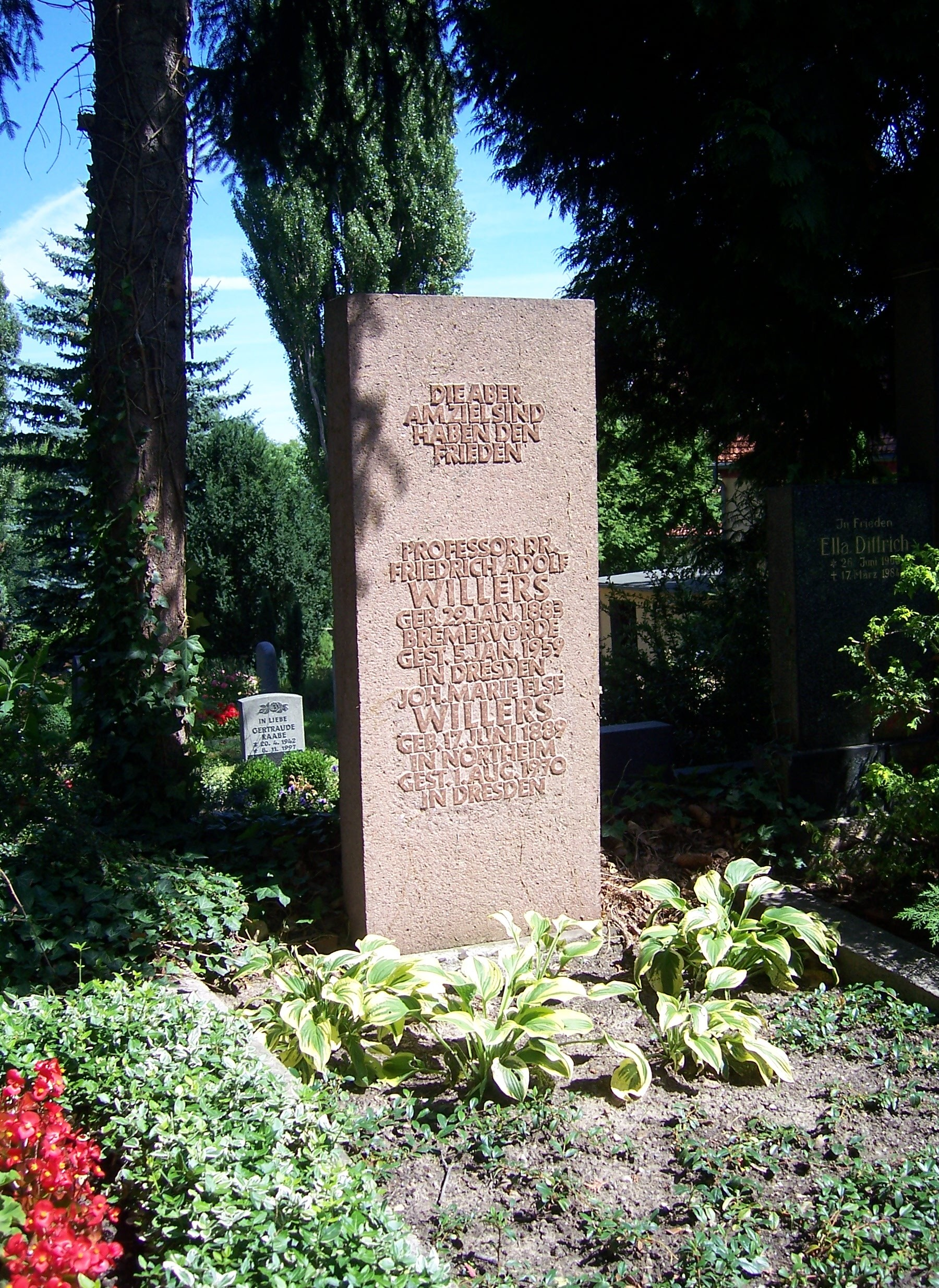
Sepultura de Friedrich Adolf Willers no cemitério de Leubnitz-Neuostra, Dresden

Willers nasceu em Bremervörde, em 1883, e frequentou o Gymnasium em Stade. A partir de 1903 estudou matemática e física na Universidade de Jena e a partir de 1904 na Universidade de Göttingen, onde obteve o doutorado em 1907, orientado por Carl Runge, de quem foi assistente a partir de 1905, com a tese Die Torsion eines Rotationskörpers um seine Achse, desenvolvendo detalhadamente um processo iterativo de aproximação gráfica. De 1907 a 1908 foi assistente no Instituto de Geofísica da Universidade de Göttingen. Em 1908 foi inicialmente assistente de geometria descritiva e grafostática na Universidade de Gdańsk, e a partir de 1909 foi Lehrer em Göttingen, Wilhelmshaven, Bünde e Berlim. Em 1915 publicou um artigo sobre integração numérica de equações diferenciais na Enzyklopädie der mathematischen Wissenschaften.
Habilitou-se em 1928 na Universidade Técnica de Berlim, onde foi em seguida Privatdozent. No mesmo ano sucedeu Erwin Papperitz como professor de matemática e geometria descritiva da Universidade Técnica de Minas der Freiberg, mas em 1934 abandonou o cargo, sendo forçado a aposentar-se. Trabalhou então com Erich Trefftz, professor da Universidade Técnica de Dresden, investigando problemas da teoria da elasticidade, sendo após a morte de Trefftz seu sucessor como editor do Zeitschrift für angewandte Mathematik und Mechanik, posto que exerceu durante 20 anos. Em 1944 tornou-se professor ordinário de matemática aplicada da Universidade Técnica de Dresden. Apoiou como diretor responsável a construção do primeiro co0mputador da Universidade Técnica de Dresden por Nikolaus Joachim Lehmann. 
Willers foi membro da Academia Leopoldina e da Academia de Ciências da Saxônia. Em 1961 um prédio da Universidade Técnica de Dresden recebeu o nome Willersbau.

## Obras
- Methoden der praktischen Analysis 1928, 4. Auflage 1971 (engl. Übersetzung Graphical analysis – practical and numerical methods, New York 1948)
- Mathematische Instrumente 1943, erweitert als „Mathematische Maschinen und Instrumente“ 1951
- Elementarmathematik, Dresden, Leipzig 1948, 12. Auflage 1965